# Виноградова, Кира Леонидовна
Ки́ра Леони́довна Виногра́дова (род. 1 августа 1937, Ленинград, СССР) — советский и российский ботаник, альголог, доктор биологических наук, профессор.

## Биография
Родилась в семье музыканта.
Окончила школу с золотой медалью, в 1954 году поступила на биолого-почвенный факультет Ленинградского государственного университета, выбрав для специализации кафедру гидробиологии. Начало научной деятельности проходило под руководством профессора Евпраксии Гурьяновой, а на четвёртом курсе Виноградова оказалась в Ботаническом институте (БИН), где Анна Зинова учила студентку вести научную работу, была руководителем её дипломной работы. В 1959 году Виноградова с отличием окончила университет и стала сотрудником лаборатории альгологии БИН.
В то время рядом с ней работали такие учёные, как Владимир Полянский, Максимилиан Голлербах, Анастасия Прошкина-Лавренко, Екатерина Косинская. Рядом с ними Виноградова стала квалифицированным флористом и систематиком, пройдя путь от лаборанта до главного научного сотрудника, в 1987 году она стала заведующей лабораторий альгологии.
Неоднократно принимала участие в научных экспедициях в различные регионы Мирового океана: в Балтийское, Баренцево (1958, 1960—1961, 1963 и 1967), Белое (1967), Чёрное (1963, 1964), Берингово (1968, 1970) и Японское (1957, 1966) моря, собирала материалы на островах Индийского океана и Южно-Китайского моря (1983—1984), на Кубе (1974), в Польше (1987, 1993).
В 1969 году К. Л. Виноградова защитила кандидатскую диссертацию «Ульвовые водоросли (порядок Ulvales, Chlorophyta) морей СССР (монографический обзор)». В 1983 году — докторскую диссертацию «Зелёные водоросли (Chlorophyta) Мирового океана: состав, классификация, распространение».
С конца 1989 по 1996 год, продолжая возглавлять лабораторию, Виноградова трудилась также в должности заместителя директора БИН РАН по научной работе. В 1992 году Виноградовой было присвоено звание профессора. Под её руководством были защищены докторские и кандидатские диссертации.
Кира Леонидовна Виноградова — член Международного фикологического общества, фикологического общества США, Национального географического общества (США), работает в составе Номенклатурного комитета по водорослям Международной ассоциации по таксономии растений. Она является также заместителем главного редактора «Ботанического журнала», членом редколлегии журнала «Альгология». Входит в состав президиума Русского ботанического общества (РБО) и возглавляет альгологическую секцию РБО. На XIII съезде Русского ботанического общества Виноградова была избрана почётным членом общества.

## Научные интересы
Морские зелёные водоросли являются основным объектом изучения Виноградовой. Она исследовала их виды, их изменчивость, индивидуальное развитие, жизненные циклы, экологию и распространение видов Chlorophyta в Мировом океане. Её исследования пересмотрели систему Chlorophyta, изменив представления о происхождении и эволюции этой группы видов. Виноградовой удалось доказать, что флора зелёных водорослей в мировом океане гетерогенна, в её состав входит две большие группы, различающиеся и по месту, и по времени происхождения. Это древняя группа истинно морских водорослей сифонового комплекса и группа более позднего происхождения, появившаяся после выселения в морскую среду пресноводных водорослей улотриксового комплекса.
Установление факта подобной разобщённости морских зелёных водорослей, как генетической, так и пространственно-временной, объяснило многие особенности представителей группы Chlorophyta, а также стало заметным вкладом в решение проблемы взаимосвязей обитателей континентальных водоемов и океана, в вопрос выселения морских организмов в пресные воды и пресноводных организмов в океан. Виноградова показала также эволюционные результаты таких двусторонних проникновений.
Её работы по географическому анализу морских Chlorophyta и выделению флористических областей Мирового океана стали заметным научным достижением в области изучения общих закономерностей пространственной дифференциации флор и фаун.
В своих исследования К. Л. Виноградова показала, что существует «вероятность независимого возникновения разнообразия однозначных структур и таксонов, то есть когда вначале возникает множество, члены которого в ходе эволюции, оказываясь адаптированными более или менее, получают неодинаковое развитие». На примере древней группы Dasycladales она доказала, что «сохранившиеся до настоящего времени сходные формы могут явиться дериватами разных эволюционных линий». Ей была создана авторская концепция происхождения многоклеточности, подтверждающая идею, что сходные признаки и структуры возникали не один раз и независимо друг от друга. Так, в древней группе сифоновых водорослей (Siphonocladales) многоклеточные структуры образуются из неклеточной при делении без участия ядер многоядерного слоевища на неравные участки. Другим путём образования многоклеточности является эволюция коккоидной клетки, осевшей на грунт и приобретшей полярность и способность к цитокинезу, в таком случае однорядная нить является первичной многоклеточной структурой. Ещё одной возможностью появления многоклеточности является образование бесформенных скоплений клеток, наблюдаемое, например, у Chlorosarcinales.
Важной темой исследований Виноградовой является изучение проблемы эволюции циклов развития зелёных водорослей. Если ранее в научной среде преобладало мнение о первичности изоморфного цикла у водорослей, то Виноградовой удалось показать, что в разных таксономических групп первичным в эволюционном ряду может быть и гетероморфный цикл, причём изоморфный цикл может возникать из гетероморфного.
Виноградова занималась изучением и бурых, и других водорослей. Она пересмотрела статус и объём отряда Ulvales, обосновала выделение в пределах отдела Chlorophyta двух классов: Siphonophyceae и Chlorophyceae, и определила их состав, описала новое семейство, виды и внутривидовые таксоны. Многочисленные роды были подвергнуты ревизии.
Виноградова изучила видовой состав водорослей в наименее изученном регионе — северных морях России. Ею были исследованы видовой состав водорослей острова Шпицберген, архипелага Земля Франца Иосифа, Мурманского побережья Баренцева моря, Белого моря, Новосибирского мелководья (море Лаптевых), Чаунской губы (Восточно-Сибирское море). Она исследовала и дальневосточный регион: Берингово море, Камчатку, Сахалин, Залив Петра Великого. В ходе исследований были уточнены и расширены ареалы, обнаружены несколько новых видов. Из таксономического и биогеографического анализа флоры и анализа родственных связей видов Виноградова сделала вывод, что центр распространения многих бореально-арктических видов, как циркумполярных, так и амфибореальных, составляющих основной географический элемент ледовитоморской флоры, связан именно с Северным Ледовитым океаном, откуда они мигрировали к югу, а не наоборот.

## Научные труды
Результатом исследований Виноградовой стали многочисленные публикации, среди которых монографии: «Ульвовые водоросли морей СССР» (1974), «Определитель зелёных водорослей Дальневосточных морей СССР», «Определитель пресноводных водорослей СССР» (раздел по красным и бурым водорослям), «К истории формирования морской флоры Chlorophyta», «Атлас морской флоры южного Шпицбергена» (раздел по бентосным водорослям). Её перу принадлежат крупные разделы по красным и зелёным водорослям в многотомном издании «Жизнь растений» (1977).